# Öjared
Öjared eller Öijared är en herrgård och tidigare säteri i Stora Lundby socken i Lerums kommun i Västra Götalands län. Öijared omfattar 1740 hektar mark och ligger på en halvö mellan Mjörn och Sävelången, och har ett varierat växt- och djurliv. Här finns både gammal storskog med ädellösvträd som ek och lind, och öppna vitsippsbackar. Området är delvis klassat som riksintresse för sina rika natur- och kulturvärden. Idag bedrivs ett långsiktigt hållbart mångbruk på ägorna, med bland annat skogsbruk, naturvård, boskapsbete och viltbruk med jakt. De gamla byggnaderna har varsamt restaurerats och området har gjorts tillgänglig för allmänheten med bland annat vandringsleder. 
Öijared säteri har anor från 1500-talet och historien har lämnat sina tydliga avtryck. Här finns fornminnen som hällkistor, fornåkrar och domarringar, ett trettiotal små torp från 1700-talet, och hagmarker med fägator. Den nuvarande mangårdsbyggnaden är uppförd 1745-1750 av dåvarande ägaren Christian Tham efter att den tidigare gården förstörts i en brand. Byggnaden av timrat trä i två våningar, med två flyglar, omgivna av trädgård och park. Mangårdsbyggnaden har varsamt restaurerats. Bland inventarierna finns ett äldre bibliotek med familjeporträtt. Den ena flygeln är uppförd 1749, samtida med huvudbyggnaden, medan den andra är ett kapell vars ursprung anses ledas tillbaka till 1540-1560 då Erik Månsson Ulfsparre innehade egendomen.

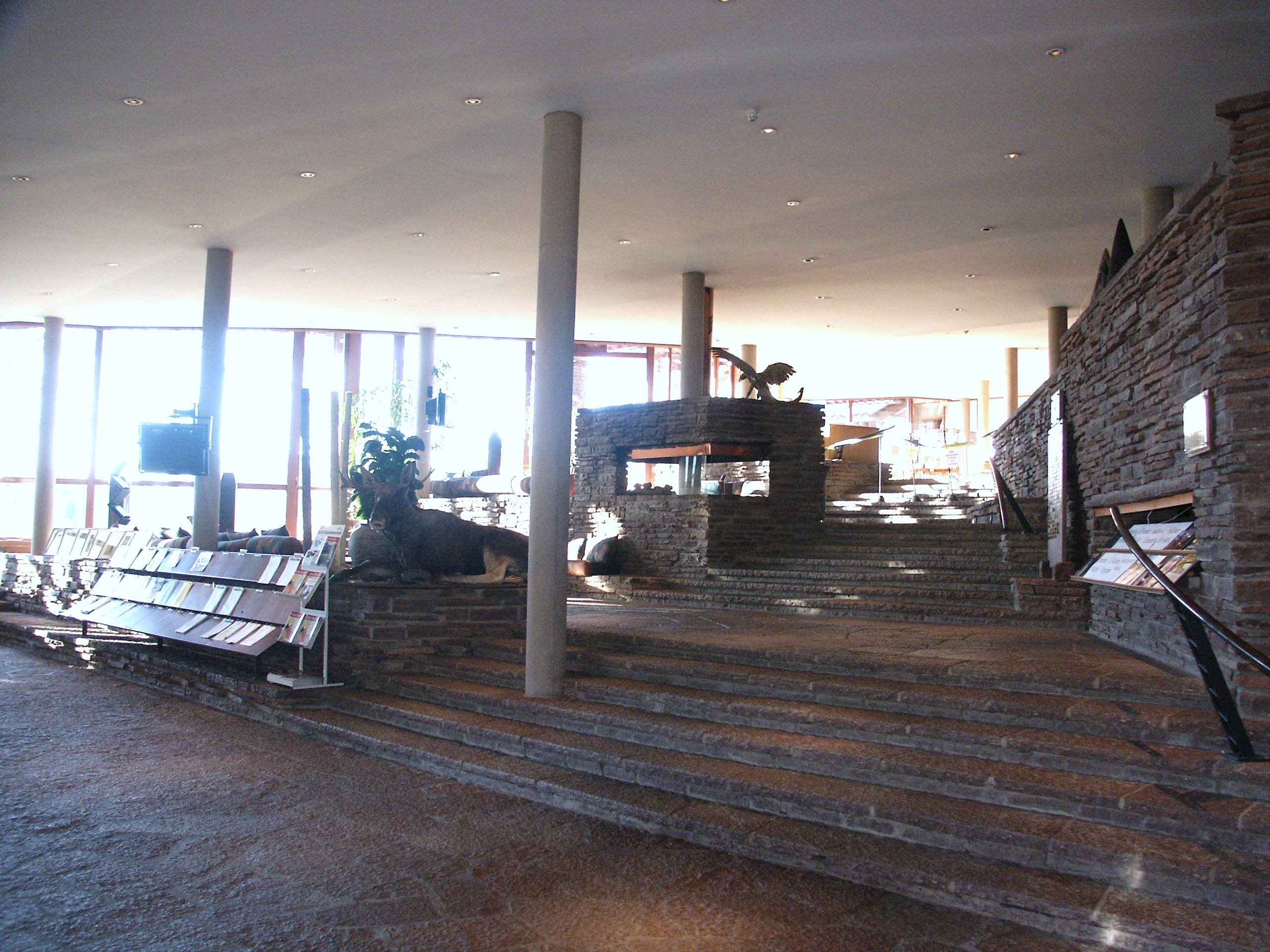
Öijared Resort

## Öijared Resort
Öijared är även hemvist för Sveriges största golfanläggning Öijared Resort som har hotell, konferens, restaurang och badanläggning. Vidare finns tre varierade 18-hålsbanor och en Multibana samt . Det hela började hösten 1957 när ett par golfare vandrade över Öijareds vackra marker. Enar Werner och Henrik Streiffert, som de hette, tog kontakt med dåvarande markägaren Sten-Gustaf Fredrik Adlerstierna-Adelsköld.  1 april 1959 fattades beslutet att anlägga en 9-hålsbana och Öijared blev därmed den andra golfklubben i Göteborgsdistriktet. Den första golfbanan invigdes i maj 1960 och hade då 9 hål. Den blev snabbt populär och byggdes snart ut till en 18-hålsbana som invigdes 18 september 1965. Ett klubbhus till golfbanan uppfördes 1988, och vann Sveriges finaste arkitekturpris, Kasper Salingpriset, för sin unika arkitektur i stark symbios med den omgivande naturen. Byggnaden ritades av, den då okände, Gert Wingårdh som senare blivit en av Sveriges mest välkända arkitekter. Med utgångspunkt i klubbhuset arkitektur byggdes 2014 en komplettering med hotell, konferens och golfstudio.

## Historia
Gården har anor tillbaka till medeltiden och ägarlängden sträcker sig till 1500-talet. Den äldste kände ägaren var riksrådet Erik Ulfsparre som 1550 stod innehavare till Öjared. Godset övergick 1695 till Nils Gyllenstierna och 1709 till Georg Reinhold Patkull. Kommerserådet Sebastian Tham förvärvade egendomen 1722. Elsa Dorotea Tham ärvde godset 1782 och omvandlade under sin tid godset till fideikommiss.
Den siste fideikommissarien, Sten-Gustaf Adlerstierna-Adelsköld (1906-1980), var gift men barnlös. Efter hans död 1980 kom därför Öjared att säljas. Öjareds gods förvärvades 1985 av Monica och Jonas Brandström. 

### Ägarlängd
- Ståthållaren i Kalmar Erik Månsson Ulfsparre (-1564), gift med Estrid Jönsdotter
- Göran Eriksson Ulfsparre, son till ovanstående, gift med Marina Ribbing
- Knut Göransson Sparre, gift med ovanstående, övertog godset 1612, hans änka Carin Bielke (-1695), bodde kvar till sin död1695
- Greve Nils Gyllenstierna, fram till 1709
- Generalmajoren och landshövdingen friherre Georg Reinhold Patkull
- Kommerserådet Sebastian Tham (1666-1729), hans änka Elisabeth Cronström, bodde kvar till 1771
- Superkargören vid Ostindiska kompaniet Christian Tham, sonson till ovanstående, 1771-1782
- Elsa Dorothea Tham (1756-1821), gift med landshövdingen Johan Christian Adelsköld (-1798)
- Ryttmästaren Jean Anders Adelsköld (1780-1846), son till ovanstående, från 1821
- Kapten Johan Vollrat Adelsköld (1806-1853), son till ovanstående, från 1846
- Löjtnant Erik Sebastian Adelsköld (1810-), bror till ovanstående, från 1853
- Johan Fredrik Sebastian Adlerstierna-Adelsköld, son till ovanstående, från 1888
- Gustaf Fredrik Sebanstian Adlerstierna-Adelsköld, son till ovanstående, från 1903
- Major Sten-Gustaf Adlerstierna-Adelsköld (1906-1980), son till ovanstående, från 1936
- Jonas och Monica Brandström, förvärvade godset av dödsboet efter Sten-Gustaf Adlerstierna-Adelsköld